# ジョエルマビル火災

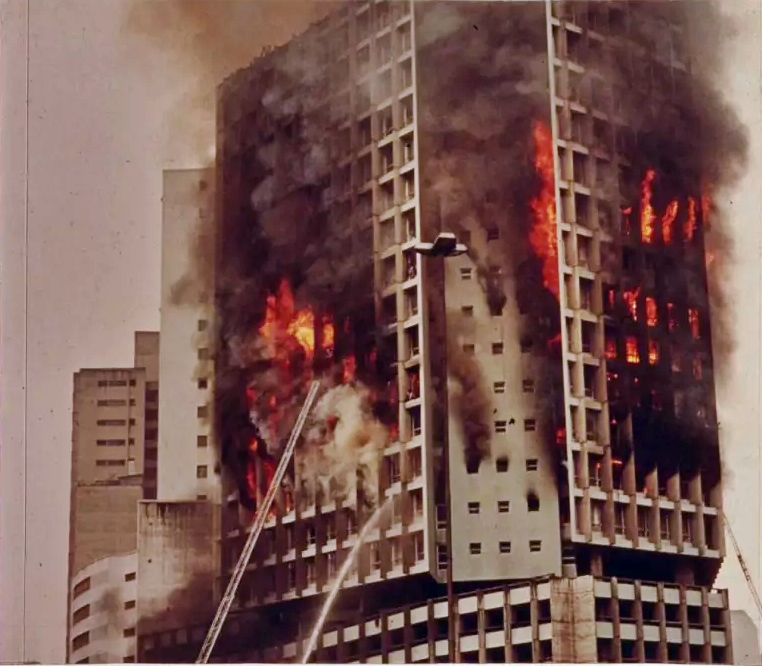
炎上するジョエルマビル

ジョエルマビル火災（ジョエルマビルかさい、英: Joelma Building Fire）は、1974年2月1日にブラジルのサンパウロにある25階建てのオフィスビル・ジョエルマビルで起きた火災である。
雑居ビルとしていることが多いが、下記に記載の通りテナントは銀行等の企業のオフィスであったことからオフィスビルと記載する。
12階のエアコン室外機のショートが原因で火災を起こし227名の死者（179名及び188名説もあり。日系人6名も含まれる）を出した。

## 構造
1970年代、ブラジルでもビルの高層化が進んでいた。1969年に建設が始まり1972年に完成した25階建てのジョエルマビルもその1つであった。下層階が駐車場フロアになり、その上にオフィスの入る構造になっている（写真参照）。
中央の高い棟がエレベーター棟、その左右にある棟のうち平行四辺形の棟がノースタワー（オフィスビル）、三角形がサウスタワー（マンション）になっている。冷暖房が完備され、入居テナントは銀行等の企業が多くを占めるなど、近代化されたジョエルマビルはサンパウロでも一際目立った存在であったが、現在の基準で考えると下記のような重大な欠陥があった。
- このビルには非常口がなく、出口は中央のエレベーターおよびその棟の階段のみであった。これらが使用不可になった場合、脱出の手立てがなくなる。
- しかも、ビルの内装は不燃性ではなかった。間仕切りはすべて可燃性の木材や合成樹脂であり、なおかつカーテンや絨毯といったその他の内装も燃えやすい素材だったため、火災の際は火の回りが早かった。また、内装に使われていた合成樹脂は燃えると有毒ガスを発生する危険性もあった。
- さらに、このビルにはスプリンクラー設備も存在しなかった。それどころか防火扉や防火シャッター・防煙壁といった設備も不十分で、延焼を食い止めるのが難しく煙が充満する危険性があった。

このように防災設備が不十分で、ひとたび火災が起きれば大火災になる可能性があった。そして完成から2年後、現実に大火災が発生した。

## 火災発生
1974年2月1日、多くの会社員（当時756名がいたと言われている）が出勤していた午前8時50分頃、ノースタワー12階の窓上部に設置されていたエアコンの室外機がショートして出火、午前9時10分頃には隣のビルから消防署へ火災が通報された。炎はやがて窓を破壊し、12階の可燃性の内装を燃やしながら建物中央のエレベーター棟に延焼、階段の吹き抜けを通じて上階へ達した。日本で起こった千日デパート火災や大洋デパート火災と同じように階段が煙突の役目を果たし、唯一の避難経路が早々に使えなくなった。
約300人ほどは火の手や煙が回る前に難を逃れたが、半数以上が逃げ遅れ171名が屋上に取り残された。
この時点ではサウスタワーまでは延焼していなかったが、ノースタワー12階の窓から激しく燃え盛る炎は強風に煽られ、やがて14階の窓を破壊するとさらに勢いを増し、サウスタワーに延焼、両棟の窓伝いに燃え広がった。

## 悲劇
午前9時30分頃に消防隊が現場に駆けつけ、消火活動を始めた時にはすでにビルは炎と黒煙に包まれていた。エレベーター棟の出入り口を通じて屋上まで火が迫っていたが、ヘリポートがないため屋上からの救出も困難であった。
最初に出火したノースタワーを中心に逃げ遅れた被災者が飛び降り始めた。消防士が「CALMA（落ち着いて）」・「NÃO　SALTEM（飛ばないで）」等のメッセージを大きな布に書いたのをはじめ、多くの地上の人々が思いとどまるように被災者に呼びかけたものの約20名が転落死した。はしご車で避難中の被災者を上から飛び降りた者が直撃し、一緒に転落する二次災害まで発生した。
そして炎は最終的に屋上までも完全に焼き尽くし、屋上に避難していた被災者のうち約90名が救助かなわず焼死した。また、エレベーターで脱出しようとした13名も煙に巻かれて死亡し、遺体は司法解剖でも身元が分からないほど炭化していた。これらの遺体はビラ・アルピナ墓地に埋葬されている。
結局、炎は昼頃に燃える物がなくなった時点でようやく鎮火した。この火災の死者は227名に上り（179名または188名説もある）、防火体制が不備な高層ビルで多くの死者を出す事例の1つとなった。

## 奇跡
15階にいた母子が逃げ遅れ、炎と煙に追い詰められた。母親は幼い子供を抱きしめて窓から飛び降りた。母親は死亡したものの、子供は母親の体がクッションになり奇跡的に助かった。

## その後

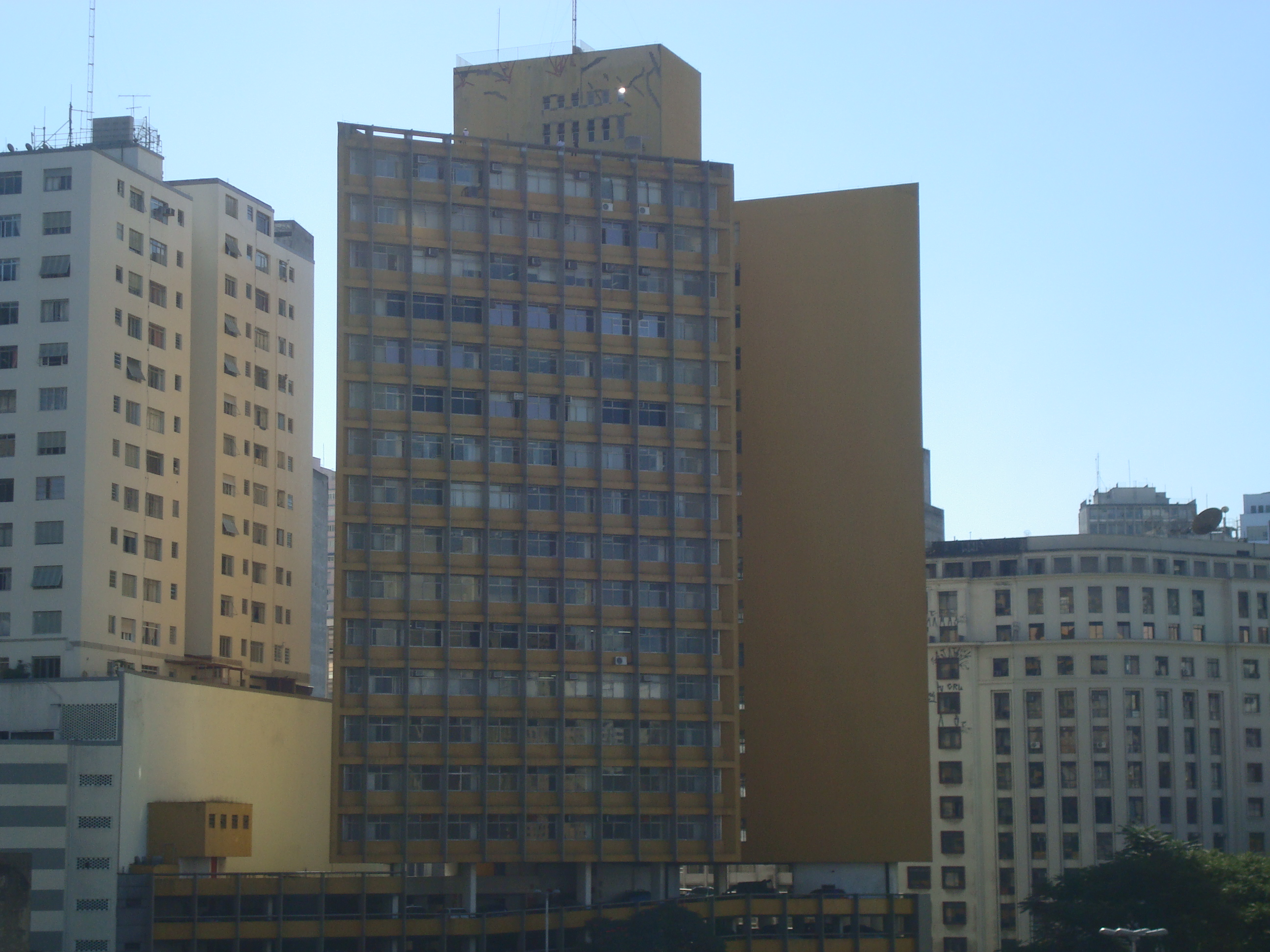
火災後改修されたジョエルマビル（2008年撮影）

このような大火災を引き起こし、多数の死者を出したジョエルマビルであるが、築年数が2年と新しかったため、4年かけて改装され、ビルに面した広場の旧名からプラサ・デ・バンデイラビル（Praça da Bandeira）と改名され、現在に至っている。Googleの地図検索にある航空写真でも特徴的な形をしたジョエルマビルを確認することができる（地図検索からは表記が抹消されているが、ストリートビューで確認可能）。
この大火災をきっかけに、ブラジルの建築物における防火基準について法改正が成されることとなった。
本火災が発生した1970年代前半には、千日デパート火災や大洋デパート火災など日本でも数多くのビル火災が発生していた。海外の事例であるにもかかわらず1974年に共和教育映画社より「ジョエルマビルの惨事ービル火災の恐怖ー」というタイトルでドキュメンタリーフィルム化されており、ビル火災の恐怖を伝える資料として現在でも複数の自治体で保管されている。